# Simle
Simle – gaun wikas samiti we wschodniej części Nepalu w strefie Kośi w dystrykcie Terhathum. Według nepalskiego spisu powszechnego z 2001 roku liczył on 874 gospodarstw domowych i 4898 mieszkańców (2479 kobiet i 2419 mężczyzn).